# تاج‌الدین محیی‌الدین
تاج‌الدین محیی‌الدین (به تاجیکی: Тоҷиддин Муҳиддин) (۲ فوریه ۱۹۴۹، روستای مورتپا ناحیه حصار، جمهوری شوروی سوسیالیستی تاجیکستان، اتحاد جماهیر شوروی— ۱۰ ژانویه ۱۹۹۷) یک خواننده و آهنگساز سرشناس اهل تاجیکستان بود.

## زندگی‌نامه
او در یک مدرسه هنری خاص درس خواند. در سال‌های ۱۹۶۵–۱۹۶۷ کارمند خانه فرهنگ ناحیه حصار، در سال‌های ۱۹۶۷–۱۹۷۵ خواننده فیلارمونیک دولتی تاجیکستان، در سال‌های ۱۹۷۵–۱۹۹۲ خواننده گروه «گلشن» کمیته بود. تلویزیون و رادیو تاجیکستان بود علت مرگ او نیز ترور بوده است!

## آهنگ‌ها
صدای جذاب و آهنگ‌های دلربا او را به گوش و دل می‌رساند. او به موسیقی پاپ تاجیکستان رنگ و بوی تازه ای بخشید. «یک خنده کن ای گل»، «فراق یار»، «شادیان»، «جان شیرین»، «ای باد بامدادی»، «کام دل»، «صنم»، «ترک یاری»، «خماری می‌شود»، «فلک»، «سخن از دهانم افکند»، «بهار عمر»، «مادر»، «سخن عاشق» قریب به شصت آهنگ از او به یادگار مانده است.

## جوایز
هنرمند شایسته تاجیکستان (۱۹۷۸).

## نیکداشت
در شهر حصار، خیابان «رداکیونایا» سابق فیلارمونیک مردمی شهر حصار نیز به نام تاج‌الدّین محیی‌الدینوف نامگذاری شده است.